# Kallawaya (langue)
Le kallawaya est une langue amérindienne secrète et en danger parlée en Bolivie par les Kallawaya, il s'agit d'une langue de la famille du quechua. Elle est reconnue comme langue officielle dans la nouvelle constitution bolivienne.

## Codes
- Code de langue IETF : caw